# Rance Howard

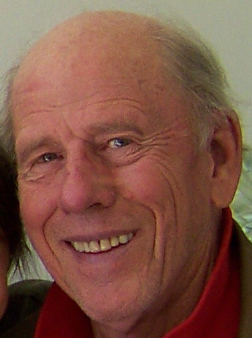
Rance Howard (2007)

Rance Howard (eigentlich Harold Rance Beckenholdt; * 17. November 1928 in Duncan, Oklahoma; † 25. November 2017 in Los Angeles, Kalifornien) war ein US-amerikanischer Schauspieler, der zwischen 1956 und seinem Tod in weit über 250 Film- und Fernsehproduktionen auftrat.

## Leben
Harold Rance Beckenholdt wurde als Sohn des Landwirts Harold Beckenholdt und seiner Frau Ethel Cleo Tomlinist in Oklahoma geboren, väterlicherseits war er Deutschamerikaner. Erstes Interesse am Schauspiel wurde in der siebten Klasse durch ein Schultheaterstück geweckt, im Anschluss an den Besuch der University of Oklahoma wurde er 1948 professioneller Schauspieler. Hierbei nahm er auch den Künstlernamen Rance Howard an. In den ersten Jahren spielte er in einem Kindertheater und tourte in dem Theaterstück Mister Roberts (später auch verfilmt) an der Seite von Henry Fonda durch die USA.
Howard wirkte von den 1950er-Jahren bis kurz vor seinem Tod in über 250 Film- und Fernsehproduktionen mit. Er kam dabei im Laufe seiner Karriere nur selten über Nebenrollen hinaus, wohl auch, da er nie das typische Aussehen eines Hollywood-Stars hatte. Howard selbst beschrieb sich als „character actor“.
Sein Kinodebüt machte er 1956 im B-Film-Western Todespfeil am Missouri neben Lance Fuller; es folgten kleinere Rollen in bekannten Filmen wie Der Unbeugsame oder Chinatown. 1977 spielte er eine Rolle in der Komödie Gib Gas... und laßt euch nicht erwischen, dem Regiedebüt seines Sohnes Ron Howard, zu dem er auch gemeinsam mit Ron das Drehbuch geschrieben hatte. In späteren Jahren hatte er in zahlreichen Filmen unter Regie seines Sohnes Nebenrollen oder Cameo-Auftritte, darunter in Cocoon, Apollo 13, A Beautfiul Mind und Illuminati. Daneben wurde er aber auch von anderen Regisseuren verpflichtet, beispielsweise von Gus Van Sant bei seinem Psycho-Remake (1998) und von Alexander Payne bei dem preisgekrönten Drama Nebraska (2013). Eine seltene Hauptrolle hatte er in seinem Todesjahr als Demenzkranker in dem Filmdrama Broken Memories. Letzte Filme mit Rance Howard erschienen noch bis 2019 posthum.
Neben Kinoauftritten war Howard seit den 1950er-Jahren in einer Vielzahl von berühmten Fernsehserien zu sehen. Zu seinen größeren Fernsehrollen zählen die des Henry Broomhauer in der 1960er-Jahre-Kinderserie Mein Freund Ben (an der Seite seines Sohns Clint) sowie die des David Sheridan, Vater des Kapitäns John Sheridan, in der Science-Fiction-Fernsehserie Babylon 5 am Ende der 1990er-Jahre. Gastauftritte oder Nebenrollen hatte er in amerikanischen Serienklassikern wie Bonanza, Die Dornenvögel, Die Waltons, Unsere kleine Farm, Happy Days, Seinfeld, Eine schrecklich nette Familie und Emergency Room – Die Notaufnahme.
Howard war zweimal verheiratet. Aus seiner ersten Ehe mit Jean Speegle Howard von 1949 bis zu ihrem Tod am 2. September 2000 stammen die beiden Söhne, Regisseur und Schauspieler Ron Howard sowie Schauspieler Clint Howard. Obgleich seine Söhne beide Erfolg als Kinderstars hatten, legten Howard und seine Frau großen Wert darauf, dass sie unter bodenständigen Verhältnissen aufwuchsen und von ihrer Gage im Kinderalter nur ein Taschengeld erhielten. Er war Großvater der Schauspielerinnen Bryce Dallas Howard und Paige Howard. Am 29. Juni 2001 heiratete er seine zweite Frau Judy O’Sullivan, die im Januar 2017 starb. Er selbst starb im November 2017, eine Woche nach seinem 89. Geburtstag.

## Filmografie (Auswahl)

### Kinofilme, Fernsehfilme, Miniserien
- 1956: Todespfeil am Mississippi (Frontier Woman)
- 1962: Music Man (The Music Man)
- 1965: Village of the Giants
- 1963: Vater ist nicht verheiratet (The Courtship of Eddie’s Father)
- 1967: Der Unbeugsame (Cool Hand Luke)
- 1970: Rauhes Land (The Wild Country)
- 1972: Selbstjustiz (Bloody Trail)
- 1973: Das letzte Wort hat Tilby (The Red Pony, Fernsehfilm)
- 1973: Salty der Seelöwe (Salty)
- 1974: Wo die Lilien blühen (Where the Lilies Bloom)
- 1974: Chinatown
- 1974: Der Tag, an dem die Heuschrecken kamen (Locusts, Fernsehfilm)
- 1975: Huckleberry Finn (Fernsehfilm)
- 1976: Friß meinen Staub (Eat My Dust!)
- 1977: Gib Gas... und laßt euch nicht erwischen (Grand Theft Auto)
- 1977: Ein anderer Mann – eine andere Frau (Another Man, Another Chance)
- 1978: Zigarren werden nachts gerollt (Mr. No Legs)
- 1980: Julie erobert den Himmel (Skyward, Fernsehfilm)
- 1982: Die unglaubliche Reise in einem verrückten Raumschiff (Airplane II: The Sequel)
- 1983: Das kleine Superhirn (The Kid with the 200 I.Q., Fernsehfilm)
- 1983: Die Dornenvögel (The Thorn Birds, Miniserie)
- 1983: Hörig (Love Letters)
- 1983: Hoffnung für Julian (Forever and Beyond)
- 1984: Ein Single kommt selten allein (The Lonely Guy)
- 1984: Splash – Eine Jungfrau am Haken (Splash)
- 1985: Dem Mörder verfallen (A Death in California, Miniserie)
- 1985: Cocoon
- 1985: Creator – Der Professor und die Sünde (Creator)
- 1985: Flammender Sommer – Der lange, heiße Sommer (The Long Hot Summer, Miniserie)
- 1986: Gung Ho
- 1987: Die Reise ins Ich (Innerspace)
- 1988: Das Kansas-Komplott (Dark Before Dawn)
- 1989: Meine teuflischen Nachbarn (The ’Burbs)
- 1989: Die große Herausforderung (Listen to Me)
- 1989: Eine Wahnsinnsfamilie (Parenthood)
- 1989: Limit Up – Zum Teufel mit den Kohlen (Limit Up)
- 1991: Lucy & Desi – Blick hinter die Kulissen (Lucy and Desi: Before the Laughter, Fernsehfilm)
- 1991: Babyswitch – Kind fremder Eltern (Switched at Birth, Miniserie)
- 1992: In einem fernen Land (Far and Away)
- 1992: Universal Soldier
- 1992: Hitch, der Geist aus der Flasche (Wishman)
- 1993: C2 – Killerinsekt (Infested)
- 1993: Fearless – Jenseits der Angst (Fearless)
- 1993: Hol’ die Mama aus dem Sarg! (Ed and His Dead Mother)
- 1993: Snapdragon – Blutige Begierde (Snapdragon)
- 1994: Schlagzeilen (The Paper)
- 1994: Machen wir’s wie Cowboys (The Cowboy Way)
- 1994: Tödliche Geschwindigkeit (Terminal Velocity)
- 1994: Ed Wood
- 1994: Kleine Giganten (Little Giants)
- 1995: Bigfoot – Mein großer Freund (Bigfoot: The Unforgettable Encounter)
- 1995: Ein Satansbraten ist verliebt (Problem Child 3: Junior in Love, Fernsehfilm)
- 1995: Kinder des Zorns III (Children of the Corn III: Urban Harvest)
- 1995: Apollo 13
- 1995: The Colony – Umzug ins Verderben (The Colony, Fernsehfilm)
- 1996: Immer Ärger mit Sergeant Bilko (Sgt. Bilko)
- 1996: In den Fängen des Wahnsinns (Where Truth Lies)
- 1996: Independence Day
- 1996: Mars Attacks!
- 1996: Das Attentat (Ghosts of Mississippi)
- 1997: Die Chaotentruppe vom 6. Revier (Busted)
- 1997: Traveller – Die Highway-Zocker (Traveller)
- 1997: Die Kriegsmacher (The Second Civil War, Fernsehfilm)
- 1997: Money Talks – Geld stinkt nicht (Money Talks)
- 1997: Der Chaotenboss (Chairman of the Board)
- 1997: Eine Zeugin verschwindet (Murder, She Wrote: South by Southwest, Fernsehfilm)
- 1998: Paranormal – Im Bann der Aliens (The Sender)
- 1998: Small Soldiers
- 1998: Psycho
- 1999: Happy, Texas
- 2000: Love & Sex
- 2000: Furz der Film (Big Wind on Campus)
- 2000: Der Grinch (Dr. Seuss’ How the Grinch Stole Christmas)
- 2001: Joe Dreck
- 2001: Rat Race – Der nackte Wahnsinn (Rat Race)
- 2001: A Beautiful Mind – Genie und Wahnsinn (A Beautiful Mind)
- 2002: D-Tox – Im Auge der Angst (D-Tox)
- 2003: Der lange Ritt nach Westen (The Long Ride Home)
- 2003: The Missing
- 2004: Alamo – Der Traum, das Schicksal, die Legende (The Alamo)
- 2004: Eulogy – Letzte Worte (Eulogy)
- 2005: Das Comeback (Cinderella Man)
- 2007: Georgias Gesetz (Georgia Rule)
- 2007: Walk Hard: Die Dewey Cox Story (Walk Hard: The Dewey Cox Story)
- 2008: Drillbit Taylor – Ein Mann für alle Unfälle (Drillbit Taylor)
- 2008: Frost/Nixon
- 2009: Play the Game
- 2009: Illuminati (Angels & Demons)
- 2009: Shadowheart – Der Kopfgeldjäger (Shadowheart)
- 2010: Valentinstag (Valentine’s Day)
- 2010: Bloodworth – Was ist Blut wert? (Bloodworth)
- 2010: Once Fallen – Einer wird verlieren! (Once Fallen)
- 2010: Jonah Hex
- 2010: The Trial – Das Urteil (The Trial)
- 2011: Dickste Freunde (The Dilemma)
- 2011: Spooky Buddies – Der Fluch des Hallowuff-Hunds (Spooky Buddies)
- 2011: Rosewood Lane
- 2011: Sarah & Harley – Eine Freundschaft für immer (Harley’s Hill)
- 2013: Suche Mitbewohner, biete Familie (Second Chances, Fernsehfilm)
- 2013: Nebraska
- 2013: Max Rose
- 2013: Lone Ranger (The Lone Ranger)
- 2017: Broken Memories
- 2019: Apple Seed

### Fernsehserie
- 1956–1957: Kraft Television Theatre (3 Folgen)
- 1959: Abenteuer im wilden Westen (Dick Powell’s Zane Grey Theater, Folge 4x03)
- 1962–1964: The Andy Griffith Show (4 Folgen)
- 1963/1964: Auf der Flucht (The Fugitive, 2 Folgen)
- 1966: Die Leute von der Shiloh Ranch (The Virginian, Folge 4x23 Zweihundert harte Meilen)
- 1967–1969: Mein Freund Ben (Gentle Ben, 32 Folgen)
- 1970: Here Come the Brides (Folge 2x20)
- 1970: Dan Oakland (Dan August, Folge 1x10)
- 1970/1974: Rauchende Colts (Gunsmoke, 2 Folgen)
- 1971/1972: Bonanza (2 Folgen)
- 1973: FBI (The F.B.I., Folge 8x19)
- 1973: Kung Fu (Folge 2x10 Caine und die Sektierer)
- 1973–1975: Die Waltons (The Waltons, 5 Folgen)
- 1975: California Cops – Neu im Einsatz (The Rookies, Folge 3x23)
- 1975: Die Zwei mit dem Dreh (Switch, Folge 1x05)
- 1976–1979: Happy Days (3 Folgen)
- 1977: Unsere kleine Farm (Little House on the Prairie, Folge 3x13)
- 1978: Kampfstern Galactica (Battlestar Galactica, Folge 1x08 Riskanter Handel)
- 1980/1981: Boomer, der Streuner (Here's Boomer, 2 Folgen)
- 1981: Mork vom Ork (Mork & Mindy, Folge 3x14 Mork trifft Robin Williams)
- 1984: Mord ist ihr Hobby (Murder, She Wrote, Folge 1x09 Blind mit offenen Augen)
- 1985: Dallas (Folge 8x28 Schachzüge)
- 1988: Kampf gegen die Mafia (Wiseguy, Folge 1x13)
- 1989: Superboy (Folge 1x26)
- 1989: B.L. Stryker (Folge 2x01)
- 1989/1992: Baywatch – Die Rettungsschwimmer von Malibu (Baywatch, 2 Folgen)
- 1991: Zurück in die Vergangenheit (Quantum Leap, Folge 3x20)
- 1993/1996: Seinfeld (2 Folgen)
- 1994: Diagnose: Mord (Diagnosis: Murder, Folge 1x10)
- 1994: Geschichten aus der Gruft (Tales from the Crypt, Folge 6x11)
- 1996: Melrose Place (Folge 4x31 … denn sie weiß nicht, was sie tut)
- 1996: Zwei in der Tinte (Ink, Folge 1x05)
- 1996/1997: Eine schrecklich nette Familie (Married... with Children, 2 Folgen)
- 1996–1997: Babylon 5 (3 Folgen)
- 1997: X-Factor: Das Unfassbare (Beyond Belief: Fact or Fiction, Folge 1x02)
- 1998: Clueless – Die Chaos-Clique (Clueless, 2 Folgen)
- 1998: Ein Zwilling kommt selten allein (Two of a Kind, 2 Folgen)
- 1999: Just Shoot Me – Redaktion durchgeknipst (Just Shoot Me!, Folge 4x02)
- 2000: Eine himmlische Familie (7th Heaven, Folge 5x02 Guter Rat ist teuer)
- 2001: Angel – Jäger der Finsternis (Angel, Folge 3x04 Der Geist des Marcus)
- 2004: Cold Case – Kein Opfer ist je vergessen (Cold Case, Folge 2x02 Fabrikmädchen)
- 2004: Raven blickt durch (That’s So Raven, Folge 3x06)
- 2005: Ghost Whisperer – Stimmen aus dem Jenseits (Ghost Whisperer, Folge 1x05 Die verlorenen Kinder)
- 2006: CSI: NY (Folge 2x15 Spiel ohne Grenzen)
- 2009: Lie to Me (Folge 1x02 Schweres Geschütz)
- 2009: Emergency Room – Die Notaufnahme (ER, Folge 15x14 Am Ende einer langen Reise)
- 2012: Grey’s Anatomy (Folge 8x18 Begegnung mit einem Löwen)
- 2013: Navy CIS: L.A. (NCIS: Los Angeles, Folge 4x20 Zyanid)
- 2014: Review (Folge 1x09)
- 2014: Bones – Die Knochenjägerin (Bones, 2 Folgen)
- 2015: Akte X – Die unheimlichen Fälle des FBI (The X-Files, Folge 10x01 Der Kampf – Teil 1)
- 2018: Arrested Development (Folge 5x06)